# Varronia paucidentata
Varronia paucidentata är en strävbladig växtart som först beskrevs av Johann Baptist Georg Wolfgang Fresenius, och fick sitt nu gällande namn av Friesen. Varronia paucidentata ingår i släktet Varronia och familjen strävbladiga växter. Inga underarter finns listade i Catalogue of Life.